# 俄羅斯網際網路限制法案
2012年7月28日第139號聯邦法律（俄语：Федеральный закон № 139-ФЗ от 28 июля 2012 года），又稱極端主義網站封鎖法（закон о блокировке экстремистских сайтов）、盧戈沃伊法（закон Лугового）、俄羅斯國家杜馬89417-6法案（俄语：Законопроект № 89417-6），是俄羅斯國家杜馬在2012年提出的法案，著力於創建一個用以過濾網際網路上的例如兒童色情、毒品、極端主義以及其它違反俄羅斯法律的內容的黑名單。這個法案同樣提出了一些其它的法律變更，包括電信業者為了“保護兒童”而負有的對網絡內容審查的責任。反對者擔憂該法案可能會被用於俄羅斯的網絡審查。

## 法案的历史
该法案由俄羅斯组织「安全互联网联盟」于2011年12月起草，后于2012年7月6日、7月11日和7月11日三讀。7月18日，此法案正式批准。

## 细节
政府将修改2006年7月27日通过的编号为149-FZ的联邦法“关于信息技术和保护信息法”。它将增加新的第15条，允许政府设置一个黑名单阻止公众对禁止传播的信息的访问。这个黑名单包含大量URL及IP地址，这些都由一个非营利组织进行筛选。
据俄羅斯方面，筛选的内容包括：
- 兒童色情；
- 宣传滥用精神药品及麻醉药品的内容；
- 宣传滥用有害化学物质，如丙酮、高锰酸钾、硫酸、盐酸、醋酸的内容；
- 对儿童生命及健康的威胁；
- 其他被法院认为对俄羅斯有害的内容，例如自杀。

### 空间提供商、站长、ISP的行为
如果某人利用某空间提供商提供的空间建立的网站被请求添加到黑名单，空间提供商必须通知该人移除相关内容，而且该人必须移除相关内容，否则相关网站会被屏蔽。
站长在相关网站可被请求添加到黑名单时会收到警告，站长必须移除相关内容，否则IP地址会被列入黑名单。
ISP被要求限制公众被请求添加到黑名单的网页的访问，但是法案忽略了有多个网站使用同一IP地址的情况。
决定是否加入黑名单必须在请求发出3个月内裁决完毕。

## 反应

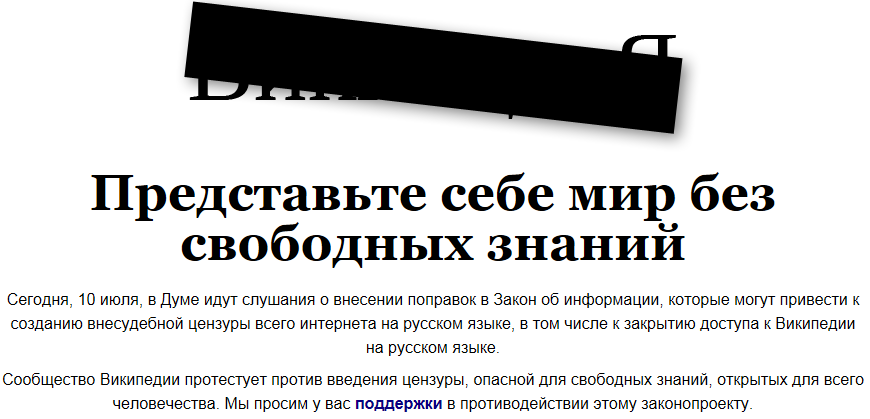
俄文維基百科在2012年7月10日關閉後的統一提示畫面

受該法案的影響，俄文維基百科在該法案再讀之日（2012年7月10日）關閉，以呼籲網民關注該法案的嚴峻性，因為一旦三讀通過，該法案就會實施，屆時俄文維基百科可能會被添加到黑名單或被迫關閉。
7月11日，義大利文維基百科在其頁面的正上方貼出黑色的告示牌，號召網民對俄羅斯網民抵制89417-6法案的行動進行聲援。義大利文維基百科在其告示牌中告誡廣大網友說：
本法案草案如獲通過，將允許俄羅斯政府建立一個黑名單以過濾某些網站的訪問，就像中國的防火長城。
全俄民意调查研究中心公布的数据显示，73%的俄罗斯人对“网络黑名单法”表示支持。

## 外部連結
- （俄文）（英文）2012年7月10日俄文維基百科部落格的聲明